# سليمان ساكوراغاوا
سليمان ساكوراغاوا (باليابانية: 櫻川 ソロモン) (مواليد 4 أغسطس 2001) هو لاعب كرة قدم ياباني.

## وصلات خارجية
- سليمان ساكوراغاوا على موقع رابطة كرة القدم اليابانية للمحترفين (اليابانية)
- سليمان ساكوراغاوا على موقع قاعدة بيانات كرة القدم.إي يو (الإنجليزية)
- سليمان ساكوراغاوا على موقع Soccerway.com (الإنجليزية)
- سليمان ساكوراغاوا على موقع عالم كرة القدم.نت (الإنجليزية)